# Ochotona argentata
Il pica dell'Helan Shan o pica argentato (Ochotona argentata Howell, 1928) è un mammifero lagomorfo della famiglia degli Ocotonidi.
La specie è endemica di una ristretta zona della formazione montuosa dell'Helan SHan, al confine fra le province cinesi della Mongolia Interna (prefettura della Lega dell'Alxa) e di Ningxia: si calcola che ne esistano meno di cento individui in totale e perciò la specie è classificata come in pericolo critico.
In passato, è stata classificata sia come sottospecie prima di Ochotona alpina (Ochotona alpina argentata) che come sottospecie di Ochotona pallasi (Ochotona pallasi helanshanensis); nella classificazione di Zheng del 1987, ci si riferisce alla specie col nome Ochotona helanshanensis.

Si differenzia dalle altre specie per il cariotipo (2n = 38) e la differente frequenza alla quale vengono emesse le vocalizzazioni.
Misura una ventina di centimetri di lunghezza, per un peso di circa 250 g.

Il pelo, corto e folto, è di un omogeneo colore grigio argenteo, con tendenza all'inscurimento su testa e spalle ed al rischiaramento nella zona ventrale.